# Revenge of the Titans
Revenge of the Titans est un jeu vidéo de type tower defense développé et édité par Puppy Games, sorti en 2010 sur Windows, Mac et Linux.
Il fait suite à Titan Attacks!.

## Accueil
- Eurogamer : 8/10[1]
- PC Gamer : 77 %[2]